# Венера из Холе-Фельс
«Венера из Холе-Фельс» («Венера Шельклингенская», «Венера Швабская»; нем. Venus vom Hohlen Fels, Venus vom Hohle Fels, Venus von Schelklingen) — древнейшая из известных науке палеолитических венер, обнаруженная в 2008 году в пещере Холе-Фельс, в Швабских Альпах, близ немецкого города Шельклингена.
Возраст — в промежутке между 35 и 40 тысячами лет; принадлежит ориньякской культуре (начало верхнего палеолита), что, предположительно, является временем раннего присутствия кроманьонцев в Западной Европе. Является древнейшим признанным произведением искусства верхнего палеолита и доисторического фигуративного искусства вообще.

## Контекст
Швабский Альб — горный массив, изрезанный ущельями, в пещерах которого найдены артефакты из бивней мамонтов эпохи верхнего палеолита (к настоящему времени около 25). В их число входит статуэтка человекольва и флейта из мамонтовой кости, датируемая ок. 36 000 г. до н. э. Столь большая концентрация свидетельств современного поведения (behavioral modernity) в период от 40 до 30 тысяч лет до н. э., включая фигуративное искусство и инструментальную музыку — уникально, и позволяет сделать вывод, что носители ориньякской культуры в Швабском Альбе также, возможно, являются создателями ранних форм религии. На расстоянии 70 см от статуэтки «Венеры» археологи нашли флейту из кости грифа. В том же культурном слое были найдены осколки кремнёвой гальки, обработанные кости и гравированные бивни, а также останки тарпанов, северных оленей, пещерных медведей, шерстистых мамонтов и альпийских горных козлов.

## Находка и её значение
Находка «Венеры из Холе-Фельс» отодвигает дату появления первой известной скульптуры, и в целом древнейшего примера фигуративного искусства, на несколько тысячелетий назад. Таким образом, подобные произведения искусства создавались на протяжении всего ориньякского периода.
Статуэтка была обнаружена в сентябре 2008 года в пещере Холе-Фельс (на швабском нем. означает «Пустая скала») близ города Шельклинген, в 15 км к западу от  Ульма, земля Баден-Вюртемберг, Германия, командой учёных из Тюбингенского университета под руководством профессора Николаса Конарда (Nicholas Conard). О находке было официально заявлено в журнале Nature. Статуэтка была найдена в пещере, примерно в 20 метрах от входа и примерно в 3 метрах под современным уровнем поверхности. Также в пещере нашли флейту из кости (ок. 35 000 лет до н. э.) — древнейший известный музыкальный инструмент.

## Описание
Статуэтка представляет собой фигуру тучной женщины, с ярко выраженным акцентом на грудях и вульве. Соответственно, она воспринимается как амулет, связанный с плодородием и фертильностью. Она сделана из бивня шерстистого мамонта и была найдена в разбитом виде. Обнаружено 6 фрагментов (отсутствуют левая рука и плечо). На месте головы — отверстие, дающее право сделать вывод, что статуэтка использовалась как кулон. Археолог Джон Шиа (John J. Shea) утверждает, что на изготовление этой статуэтки ушли «десятки, если не сотни часов».